# لورنس أوليفانت
لورنس أوليفانت ((بالإنجليزية: Laurence Oliphant)‏؛ 3 أغسطس 1829 – 23 ديسمبر 1888) مؤلف ومسافر ودبلوماسي وصوفي مسيحي بريطاني. عمل في السلك الدبلوماسي بعض الوقت (في الشؤون الهندية)، كما كان عضواً في البرلمان. كان الابن الوحيد للسير أنثوني أوليفانت (1793–1859) وزوجته ماريا.

## الحياة المبكرة
وُلد لورانس أوليفانت في كيب تاون، مستعمرة كيب كولوني، وهو الابن الوحيد للسير أنتوني أوليفانت (1793-1859)، وهو من طبقة النبلاء الاسكتلنديين وزوجته ماريا. وفي وقت ولادة ابنه كان السير أنتوني مدعياً عاماً لمستعمرة الكاب، ولكنه سرعان ما عُين رئيساً للقضاة في سيلان. أمضى لورنس طفولته المبكرة في كولومبو، حيث اشترى والده منزلاً يُدعى الكوف في حدائق الكابتنات، والذي عُرف فيما بعد باسم حدائق ماها نوج. يعود الفضل إلى السير أنتوني وابنه في جلب الشاي إلى سيلان وزراعة 30 نبتة شاي تم جلبها من الصين في مزرعة أوليفانت في نوارا إليا. وفي عامي 1848 و1849، قام هو ووالداه بجولة في أوروبا. وفي عام 1851، رافق جونغ بهادور من كولومبو إلى نيبال في رحلة إلى كاتماندو (1852)، والتي وفرت مادة كتابه الأول ”رحلة إلى كاتماندو“.  عاد أوليفانت إلى سيلان ومن هناك ذهب إلى إنجلترا لدراسة القانون. ترك أوليفانت دراسته القانونية ليسافر إلى روسيا. وكانت نتيجة تلك الجولة كتابه ”الشواطئ الروسية للبحر الأسود“ (1853).
كان والدا أوليفانت من الصهاينة المسيحيين.

## الصهيونية
كان أوليفانت يرى ضرورة إنقاذ الدولة العثمانية من مشاكلها المستعصية حتى تقف حاجزاً ضد التوسع الروسي. ويمكن أن يتم ذلك عن طريق إدخال عنصر اقتصادي نشيط في جسدها المتهاوي ووجد أن اليهود هم هذا العنصر. ولذلك، دعا أوليفانت بريطانيا إلى تأييد مشروع توطين اليهود لا في فلسطين وحسب وإنما في الضفة الشرقية لنهر الأردن كذلك. وكان المشروع يتلخص في إنشاء شركة استيطانية لتوطين اليهود برعاية بريطانية وبتمويل من الخارج على أن يكون مركزها إسطنبول.
في عام 1880، نشر أوليفانت كتابه أرض جلعاد الذي نادى فيه بضرورة توطين اليهود في فلسطين، كما شرح أبعاد فكره الصهيوني. ومن القضايا الأساسية في الكتاب، مشروعه الخاص بسكان البلاد من العرب. فبعد أن عبر أوليفانت عن عدم تعاطفه مع العرب باعتبارهم مسؤولين عن إفقار فلسطين، قسمهم إلى قسمين: بدو وفلاحين. واقترح طرد البدو ووضع الفلاحين في معسكرات مثل معسكرات الهنود في كندا، على أن يتم استخدامهم كمصدر للعمالة الرخيصة تحت إشراف اليهود.

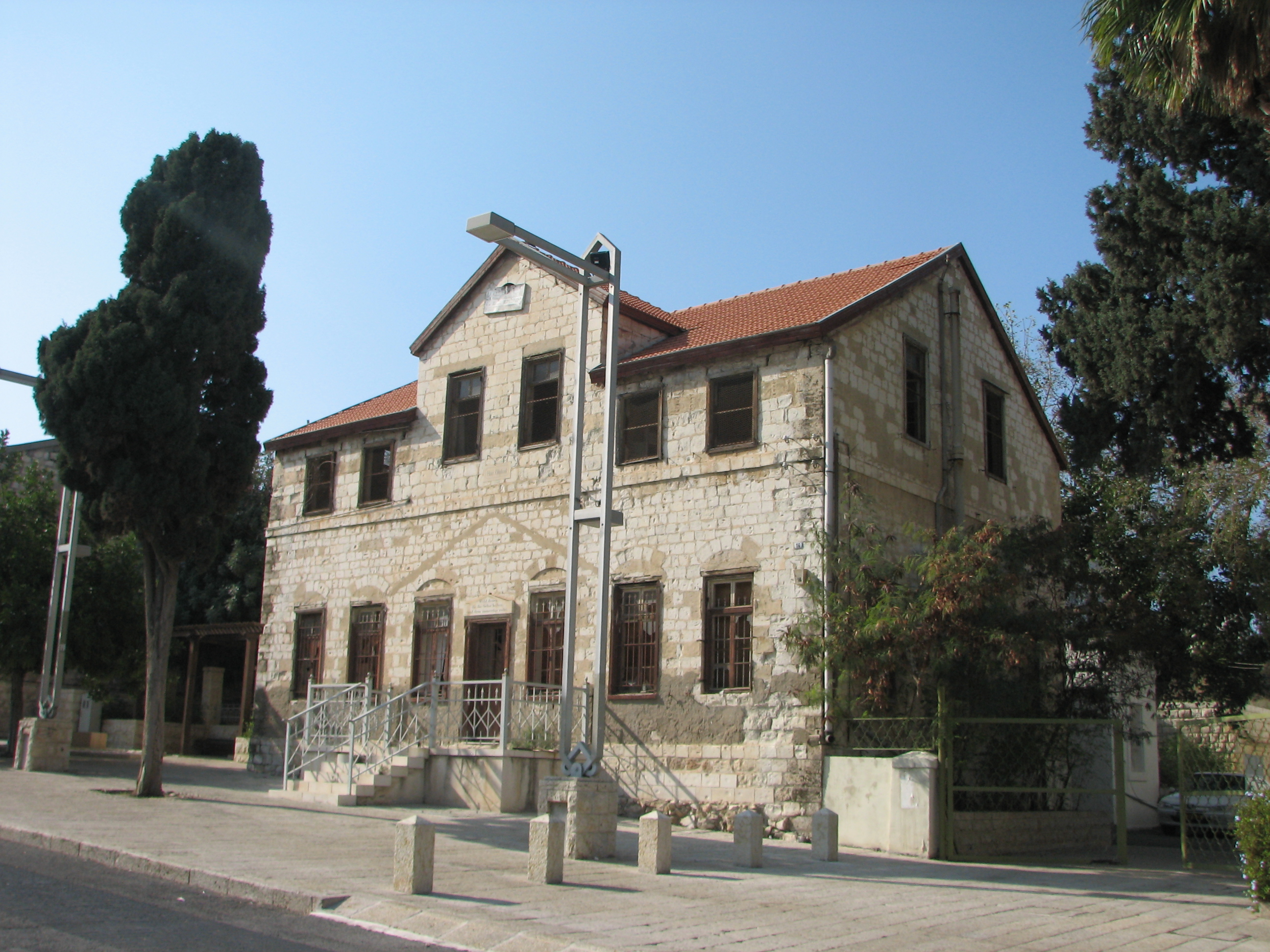
بيت أوليفانت في المستعمرة الألمانية في حيفا.

وكانت تربط أوليفانت علاقة بعدد من الزعماء الصهاينة من اليهود في شرق أوروبا مثل بيرتس سمولنسكين وأهارون ديفيد جوردون. وقد حضر مؤتمر فوكساني في رومانيا، الذي عقد في 30 ديسمبر 1881 لمناقشة هجرة اليهود واستيطانهم في فلسطين.
استوطن أوليفانت مع زوجته آليس في فلسطين حيث قضوا وقتهم ما بين بيت في المستعمرة الألمانية بحيفا وقرية دالية الكرمل في جبل الكرمل. وقد عاش معهم سكرتير أوليفانت، نفتالي هرتس إيمبر وهو مؤلف النشيد الوطني الإسرائيلي الأمل (هاتيكفا).

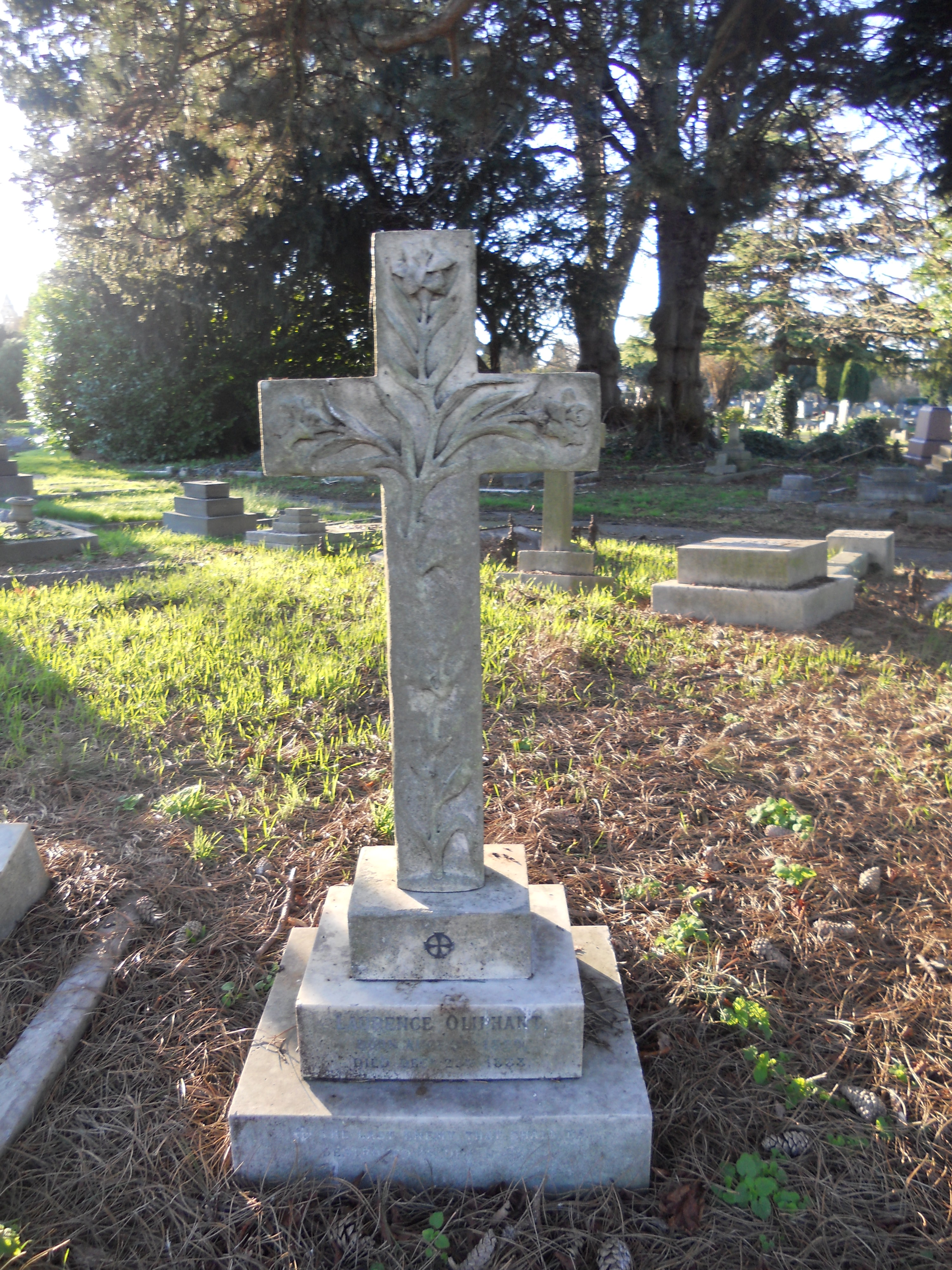
قبر أوليفانت في مقبرة تويكنهام عام 2014

## روابط خارجية
- لورنس أوليفانت على موقع الموسوعة البريطانية (الإنجليزية)
- لورنس أوليفانت على موقع إن إن دي بي (الإنجليزية)